# Kapela „Zza Winkla”
Kapela „Zza Winkla” – polski zespół muzyczny specjalizujący się w popularyzacji muzyki i gwary wielkopolskiej. 
Zespół pochodzi z Nowego Tomyśla. Został założony w 1980 roku przez Bogdana Górnego i Andrzej Bobkiewicz.

## Historia
Założycielem i liderem zespołu był Bogdan Górny, grający w zespole również na bębnie. W 1985 zespół zdobył III miejsce na Ogólnopolskim Festiwalu Kapel i Orkiestr Podwórkowych w Przemyślu. W 1998 zespół zdobył I miejsce na II Ogólnopolskim Zbiegu Kapel Podwórkowych – DRYNDA 98″. W latach 1998 i 1999 Kapela „Zza Winkla” zdobyła Grand Prix w Ogólnopolskim Przeglądzie Kapel Podwórkowych w Międzyrzeczu Wielkopolskim. W 2001 zdobyli Grand Prix na Ogólnopolskim Przeglądzie Kapel w Kaliszu Pomorskim, w 2007 zdobyli II miejsce na III Ogólnopolskim Festiwalu Kapel Podwórkowych w Piotrkowie, a w 2013 roku zdobyli III miejsce na IX Ogólnopolskim Festiwalu Folkloru Miejskiego w Piotrkowie Trybunalskim. 
W 2014 kapela zdobyła I miejsce na IX Festiwalu Kapel Folkloru Miejskiego w Pobiedziskach oraz I miejsce na XIII Festiwalu Kapel Podwórkowych im. Stanisława Rybaka w Łobezie.
Zespół obchodził 40-lecie działalności 6 września 2020 roku podczas Festiwalu Folkloru Miejskiego im. Andrzeja Bobkiewicza „Pitolenie we wiklinie”.
Kapela została wyróżniona między innymi tytułem Zasłużony dla Powiatu Nowotomyskiego (2004) oraz Zasłużony dla Gminy i Miasta Nowy Tomyśl (2005). W 2021 roku Kapela „Zza Winkla” otrzymała Brązowy Medal „Zasłużony Kulturze Gloria Artis” za upowszechnienie kultury. Indywidualnie medalem został wyróżniony również Bogdan Górski. 
W listopadzie 2022 roku ukazał się siódmy album grupy pt. Brawyndy styndy czyli śpiewomy i gromy po naszymu.
20 kwietnia 2017 zmarł współzałożyciel, konferansjer i frontman zespołu, Andrzej Bobkiewicz. 18 stycznia 2023 zmarł założyciel i lider grupy Bogdan Górny.
Autorem muzyki do wielu z piosenek grupy był kompozytor Andrzej Borowski.